# Onitis cryptodus
Onitis cryptodus är en skalbaggsart som beskrevs av Gillet 1918. Onitis cryptodus ingår i släktet Onitis och familjen bladhorningar. Inga underarter finns listade i Catalogue of Life.